# Dyrøy
Dyrøy (en sami septentrional: Divrráid) és un municipi situat al comtat de Troms, Noruega. Té 1.158 habitants (2016) i la seva superfície és de 288.47 km².